# Елена Египетская
Елена — художница, работавшая в Египте в IV веке до н. э.
Она научилась своему искусству у своего отца Тимона, который также был художником. Елена работала в период после смерти Александра Македонского в 323 году до нашей эры. Она изобразила сцену победы Александра над персидским правителем Дарием III в битве при Иссе в Южной Анатолии.
Плиний Старший писал, что «Битва при Иссе» была единственной доподлинно известной работой Елены, по которой была создана её мозаичная репродукция. Действительно, в Помпеях была обнаружена мозаика с изображением битвы при Иссе в виде напольной мозаики в доме Фавна во время раскопок XIX века. В настоящее время она хранится в Национальном археологическом музее в Неаполе. Помимо Плиния Старшего единственная информация о Елене Египетской содержится в энциклопедическом труде «Лексикон» Фотия I, патриарха Константинопольского. Её имя, наряду с Еленой Троянской, появляется в списке женщин по имени Елена, со следующим отрывком:
И Елена, художница, тоже входит в этот список. Она была дочерью Тимона, египтянина. Она рисовала битву при Иссе в то время, когда была в расцвете своих сил. Картина была выставлена в Храме Мира при Веспасиане.
Согласно другим переводам, она «написала битву при Иссе примерно в то время, когда она произошла», что датирует её IV веком до н. э. и подтверждает аргумент, что она была современницей Александра Македонского. Эта атрибуция оспаривается из-за пола Елены: ни одна другая мозаика, которая была бы известна как работа женщины, не была обнаружена в этот и последующие исторические периоды.